# Obora Bulhary

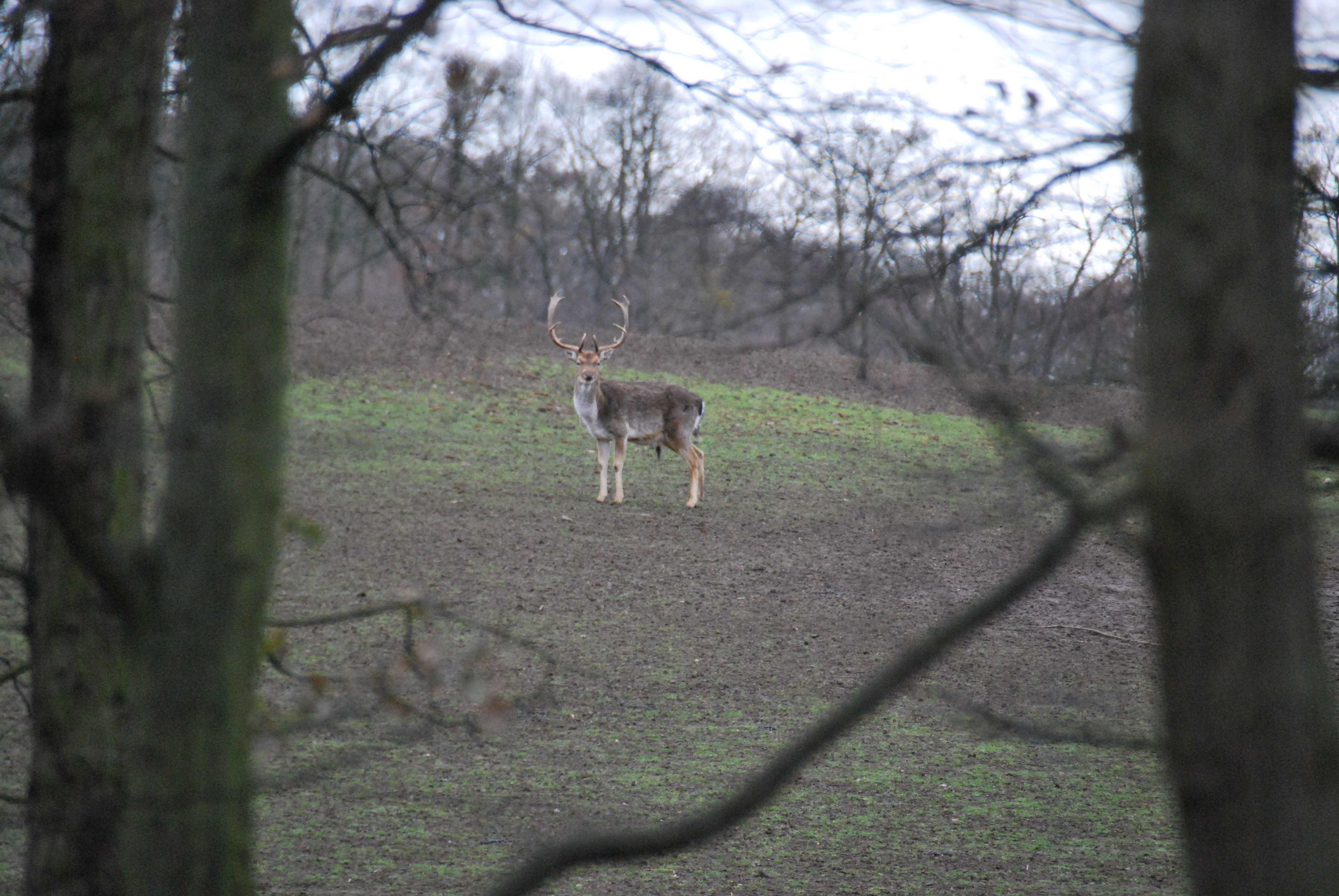
Daněk v oboře Bulhary

Obora Bulhary se rozkládá západně od obce Bulhary na Břeclavsku. Rozloha obory činí 1164 hektarů.. Chová se zde zvěř jelení, daňčí, doplněná černou zvěří. Sousedí s oborou Klentnice.

## Historie vzniku
První zmínky o oboře se dochovaly z roku 1692. Chov daňků je zaznamenán od roku 1881 a muflonů od roku 1912. Za druhé světové války došlo ke zničení obory. V letech 1945–1947 přešly Mikulovské lesy do správy státu, který je spravuje dodnes. Bezprostředně po válce zesílily snahy uzavřít volně žijící spárkatou zvěř na Mikulovsku do obor. V roce 1966 byla v Pavlovských vrších postavena obora o výměře 1650 ha, kterou rozdělovala okresní silnice Mikulov–Milovice. Silnice nebyla přerušena silničními rošty, musela být proto z obou stran obehnána oborním plotem. Obě nově vzniklé obory, Bulhary a Klentnice, byly pojmenovány podle nedalekých stejnojmenných obcí.

## Galerie

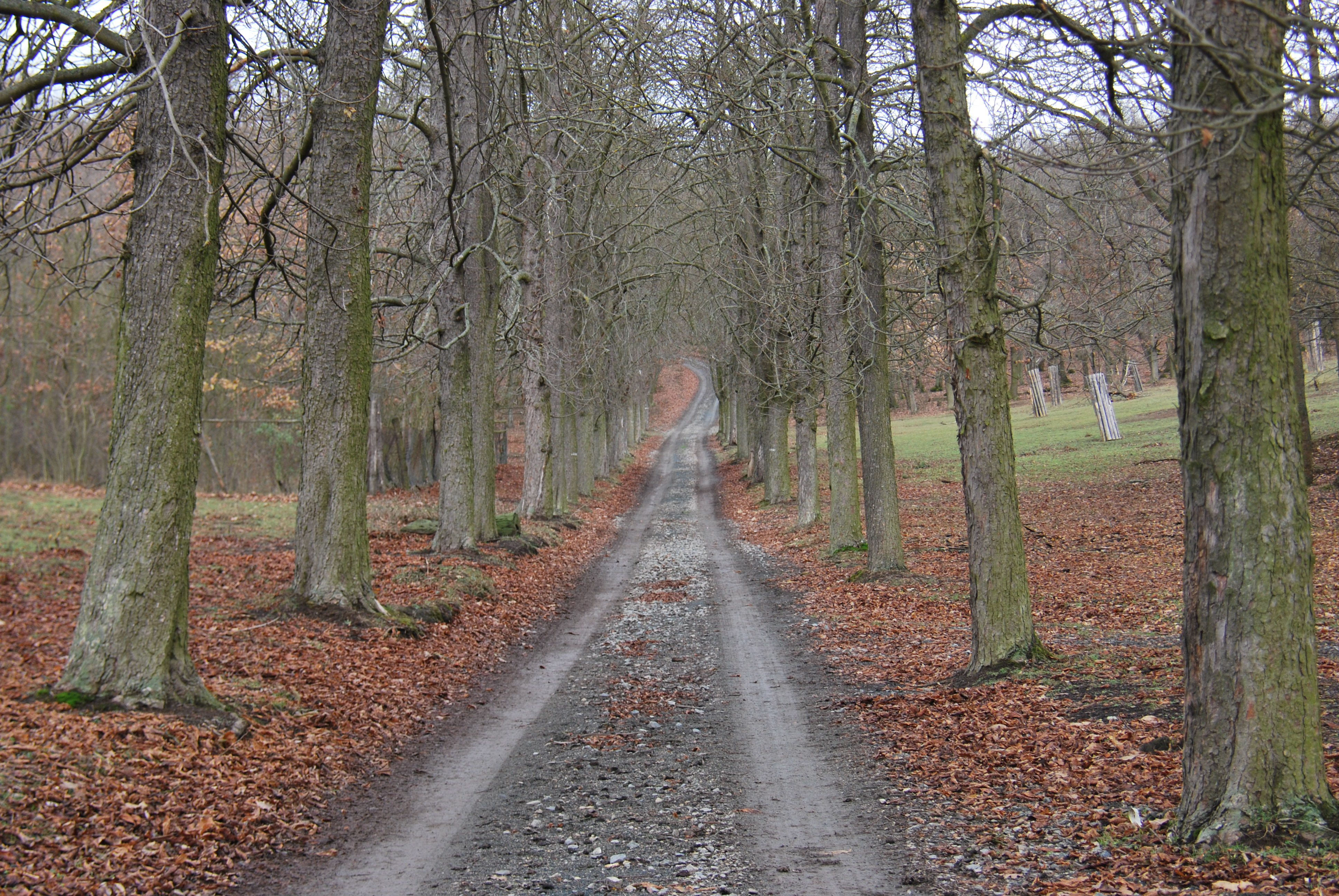
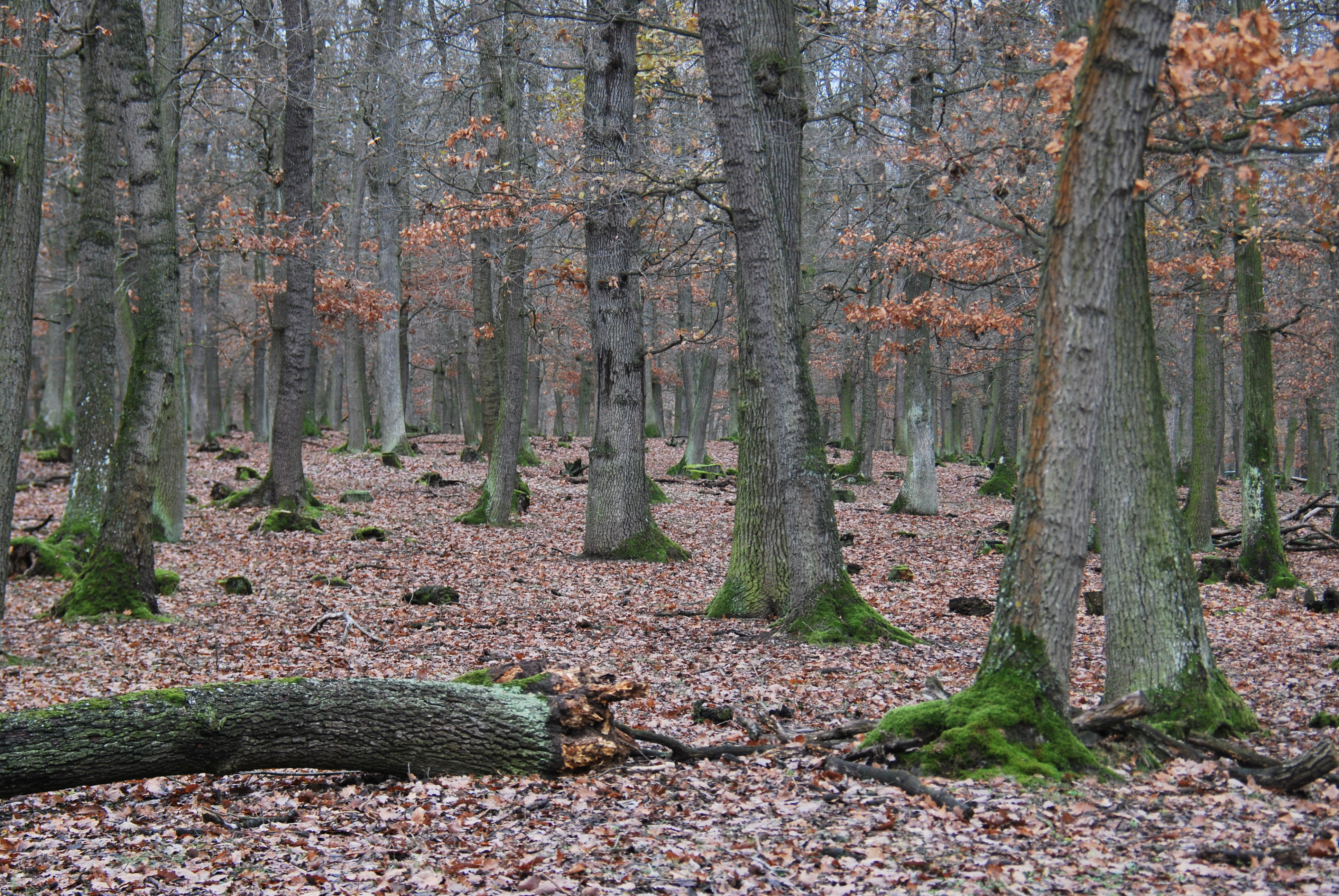
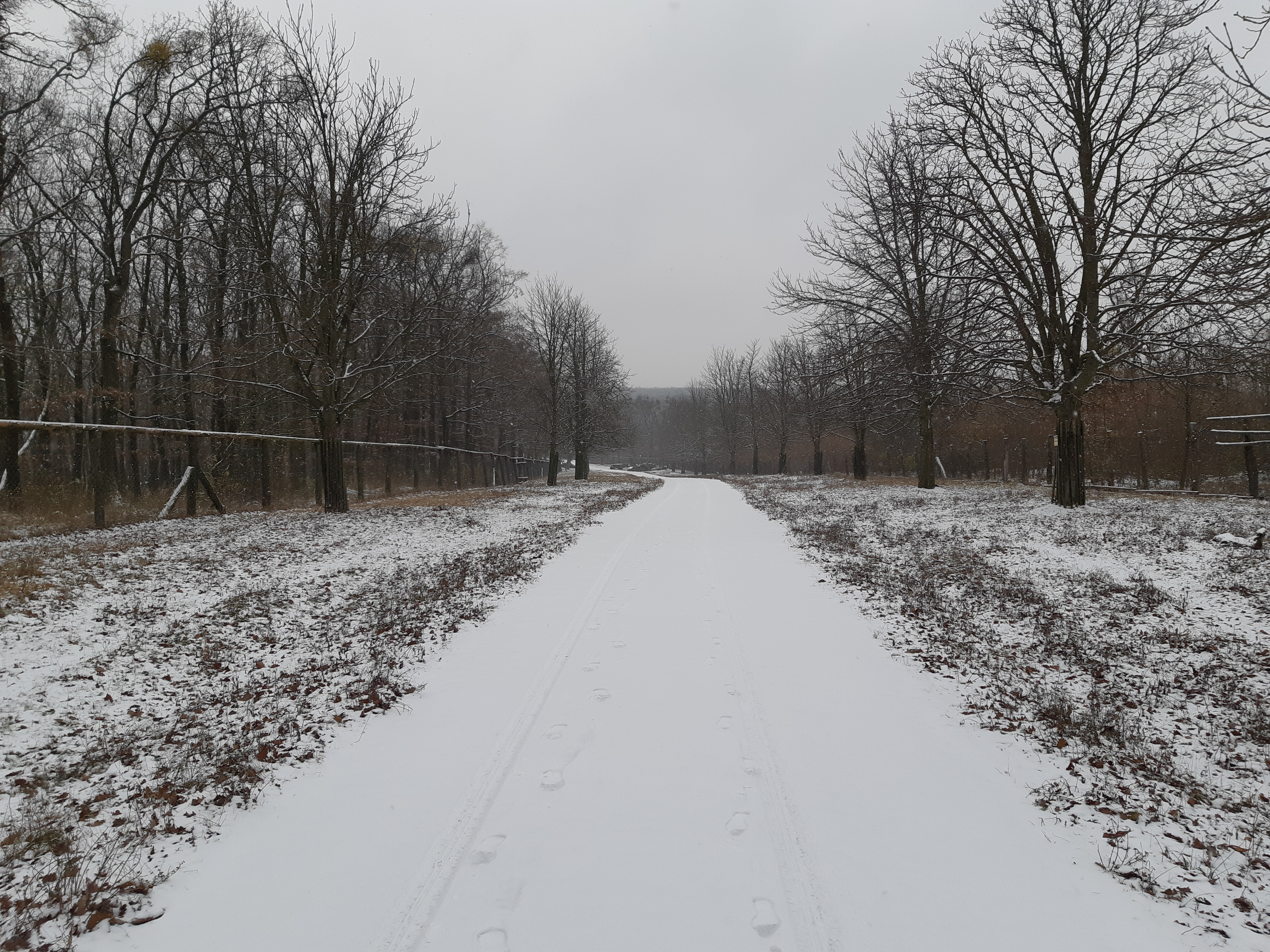
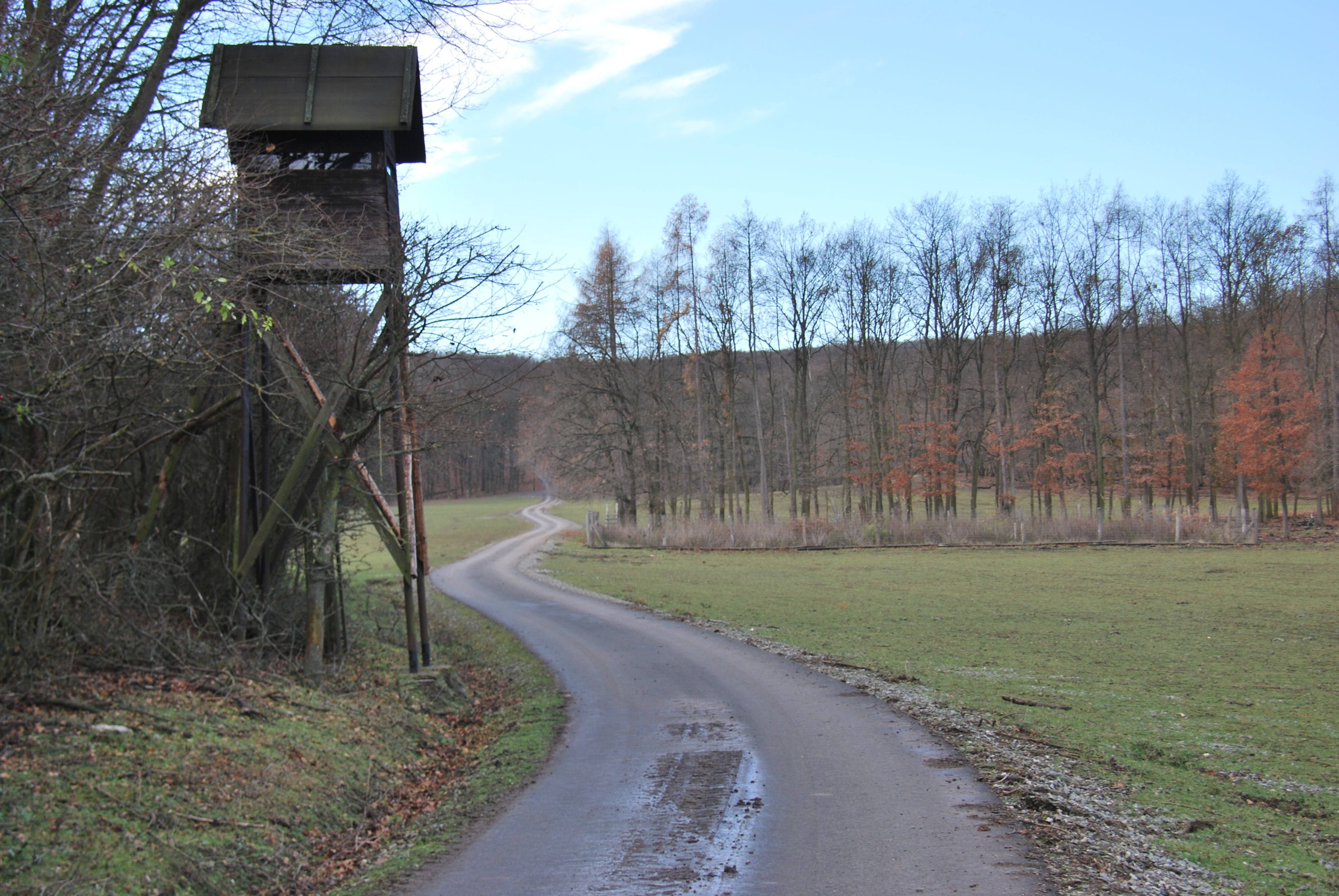
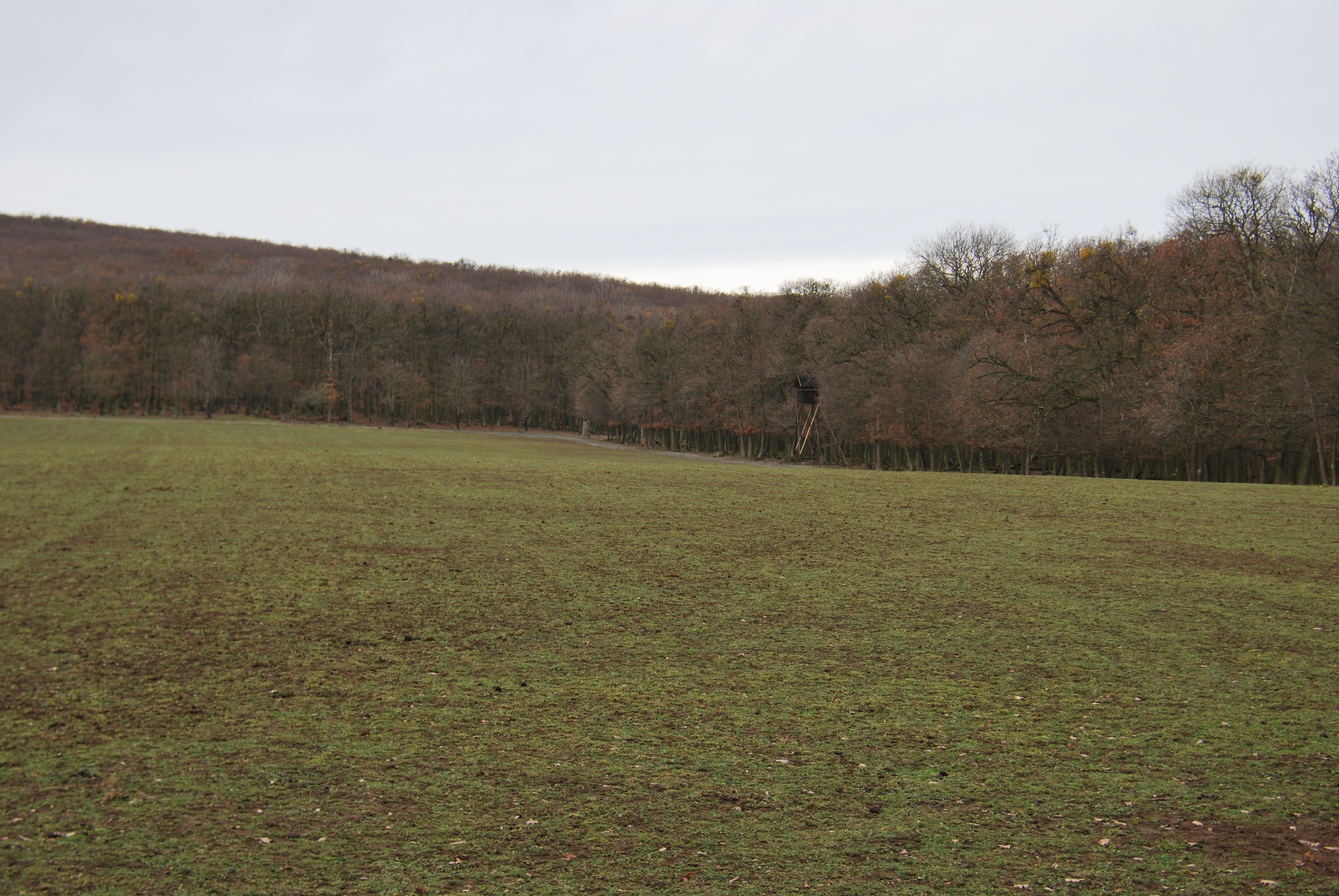
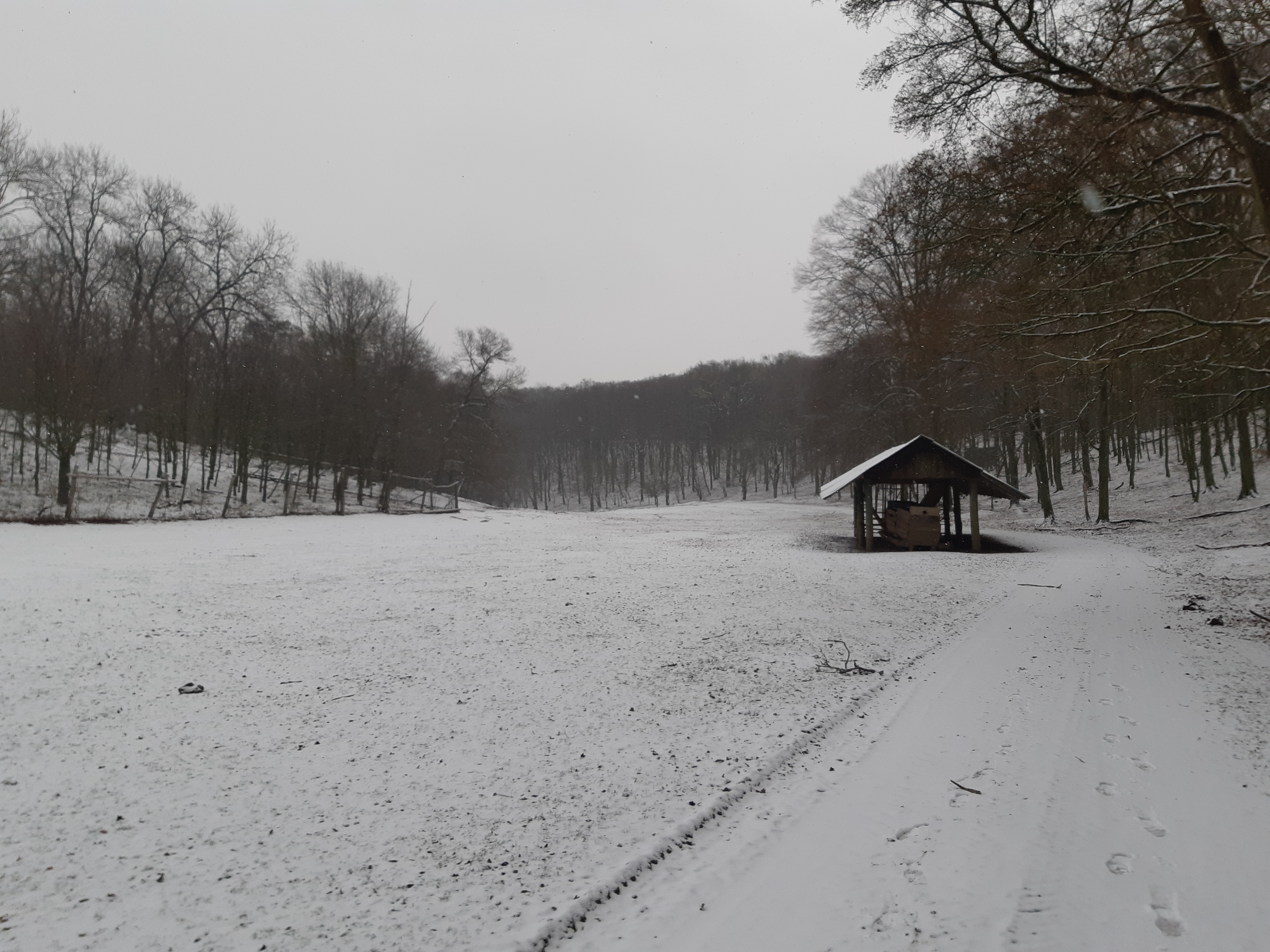
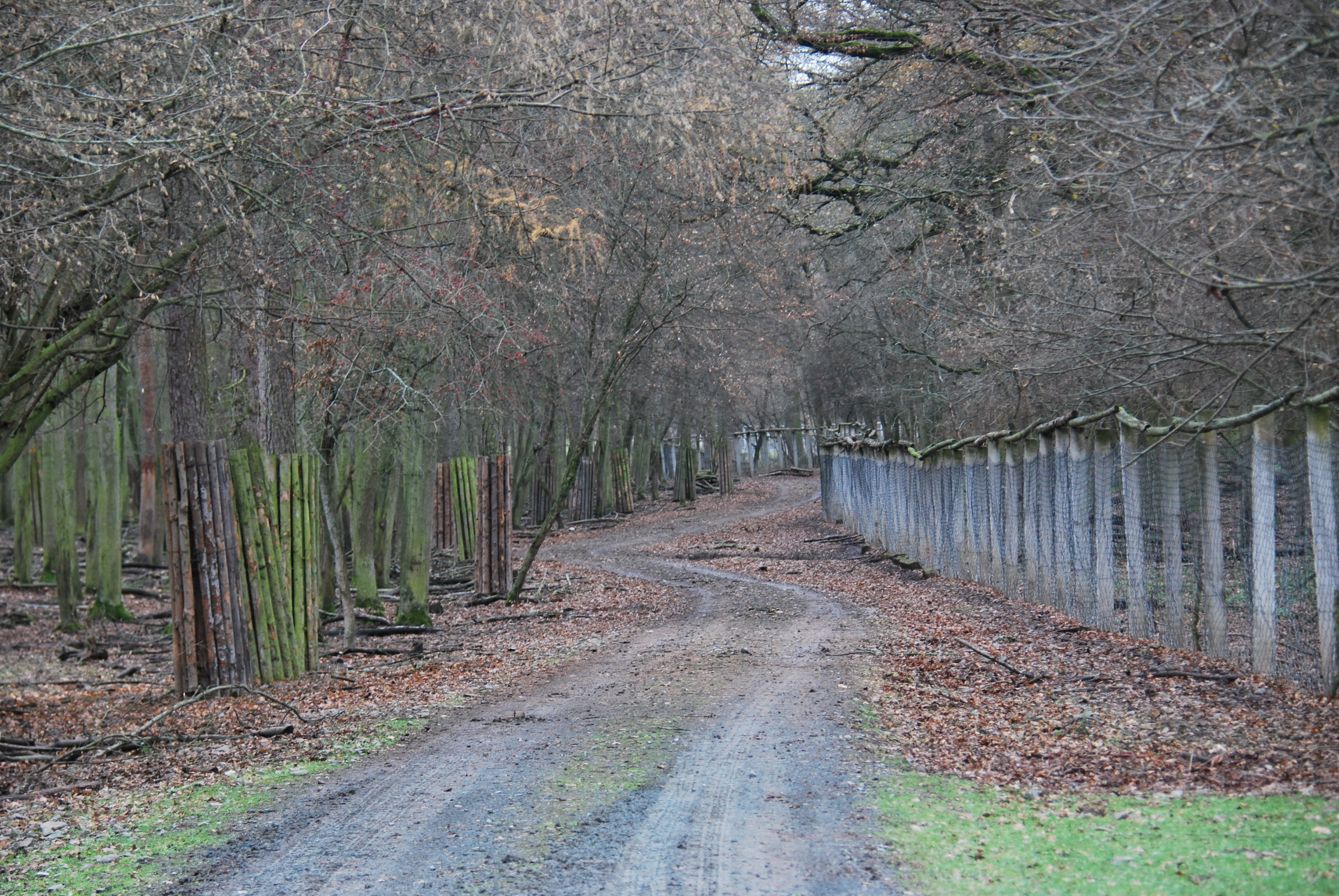
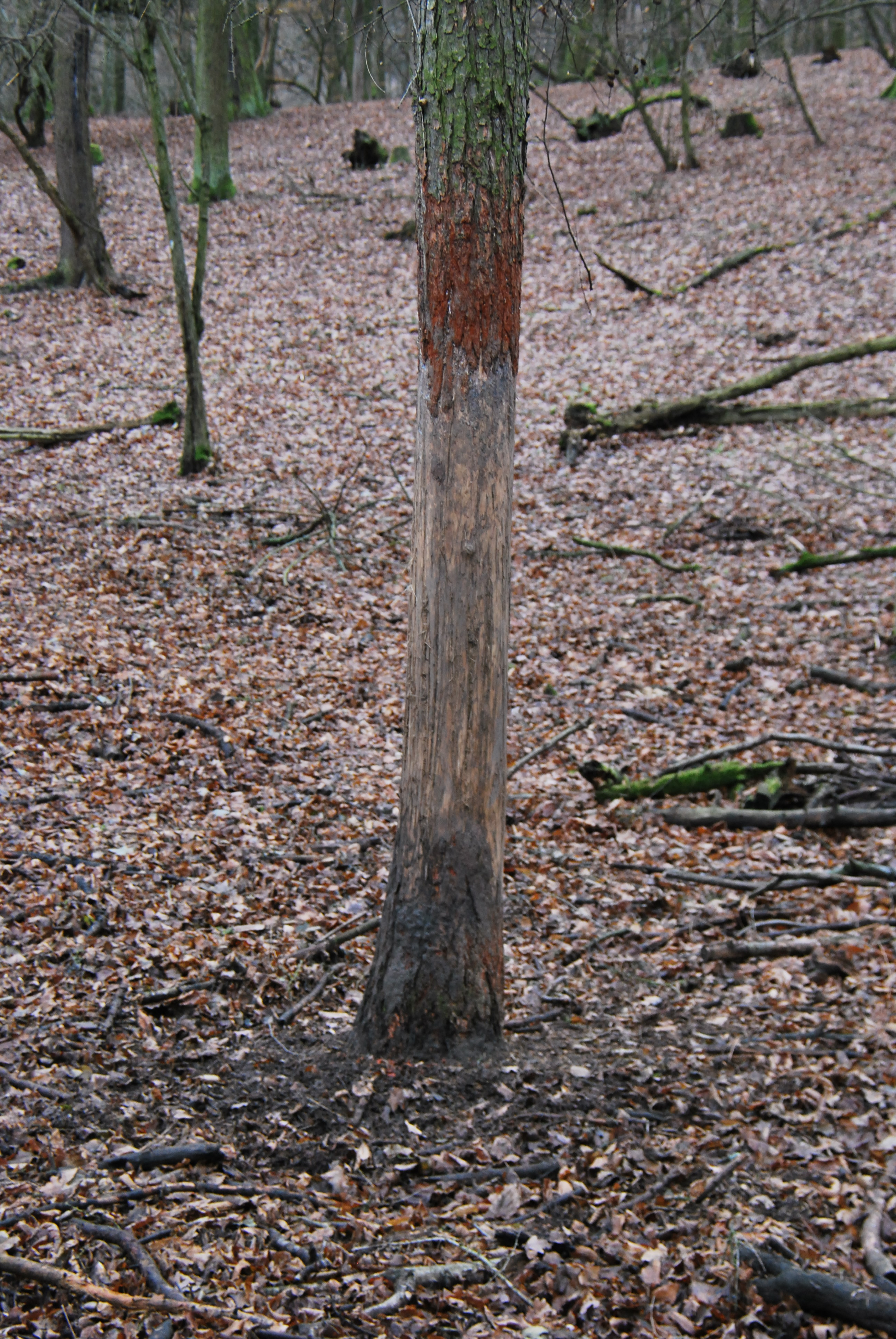
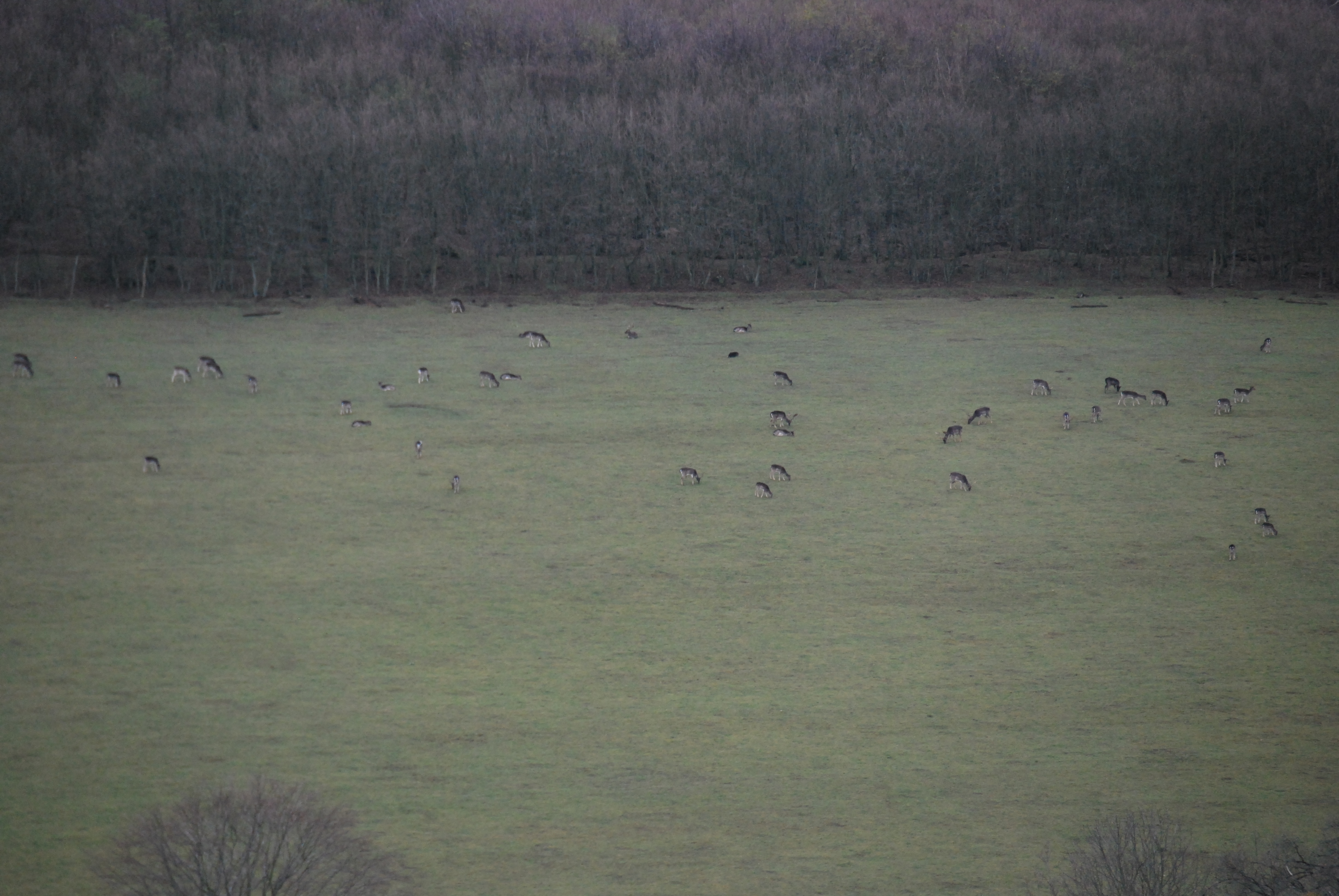